# Pygmaeocereus bylesianus
Pygmaeocereus bylesianus är en kaktusväxtart som beskrevs av Andreae och Curt Backeberg. Pygmaeocereus bylesianus ingår i släktet Pygmaeocereus och familjen kaktusväxter. Inga underarter finns listade i Catalogue of Life.

## Bildgalleri

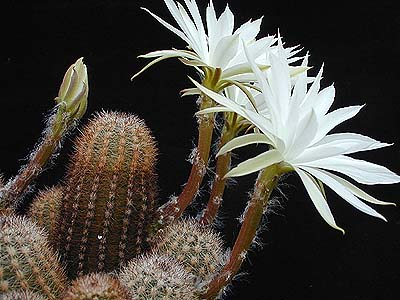